# Andrew Seliskar
Andrew Seliskar (McLean (Virginia), 26 september 1996) is een Amerikaanse zwemmer.

## Carrière
Bij zijn internationale debuut, op de Pan-Pacifische kampioenschappen zwemmen 2018 in Tokio, veroverde Seliskar de zilveren medaille op de 200 meter vrije slag, daarnaast werd hij uitgeschakeld in de series van de 100 meter vrije slag en gediskwalificeerd in de series van de 200 meter wisselslag. Op de 4×200 meter vrije slag legde hij samen met Blake Pieroni, Zach Apple en Townley Haas beslag op de gouden medaille.
Op de wereldkampioenschappen zwemmen 2019 in Gwangju strandde de Amerikaan in de halve finales van de 200 meter vrije slag. Samen met Blake Pieroni, Zach Apple en Townley Haas sleepte hij de bronzen medaille in de wacht op de 4×200 meter vrije slag.

## Internationale toernooien
| Jaar | Olympische Spelen | WK langebaan                            | WK kortebaan  | PanPacs                                                                           | Pan-Amerikaanse Spelen |
| ---- | ----------------- | --------------------------------------- | ------------- | --------------------------------------------------------------------------------- | ---------------------- |
| 2018 |                   |                                         | geen deelname | serie 100m vrije slag · 200m vrije slag · DSQ 200m wisselslag · 4×200m vrije slag |                        |
| 2019 |                   | 15e 200m vrije slag · 4×200m vrije slag |               |                                                                                   | geen deelname          |

## Persoonlijke records
Bijgewerkt tot en met 3 augustus 2019
Kortebaan
| Afstand          | Tijd    | Datum           | Plaats  |
| ---------------- | ------- | --------------- | ------- |
| 100m vrije slag  | 47,61   | 7 december 2014 | Toronto |
| 200m vrije slag  | 1.43,64 | 5 december 2014 | Toronto |
| 100m vlinderslag | 51,98   | 5 december 2014 | Toronto |
| 200m vlinderslag | 1.51,96 | 6 december 2014 | Toronto |
| 200m wisselslag  | 1.54,56 | 7 december 2014 | Toronto |

Langebaan
| Afstand          | Tijd    | Datum            | Plaats |
| ---------------- | ------- | ---------------- | ------ |
| 100m vrije slag  | 48,80   | 3 augustus 2019  | Tokio  |
| 200m vrije slag  | 1.45,70 | 26 juli 2018     | Irvine |
| 100m vlinderslag | 51,34   | 2 augustus 2019  | Tokio  |
| 200m vlinderslag | 1.55,92 | 27 augustus 2014 | Kihei  |
| 200m wisselslag  | 1.58,23 | 29 juli 2018     | Irvine |